# Ревиляско д'Асти
Ревиля̀ско д'А̀сти (на италиански: Revigliasco d'Asti; на пиемонтски: Revijasch, Ревияск) е село и община в Северна Италия, провинция Асти, регион Пиемонт. Разположено е на 203 m надморска височина. Населението на общината е 781 души (към 2014 г.).